# Паатомаксікімі (Монтана)
Бабб (англ. Babb) — переписна місцевість (CDP) в США, в окрузі Глейшер штату Монтана. Населення — 130 осіб (2020).

## Географія
Бабб розташований за координатами 48°53′16″ пн. ш. 113°27′4″ зх. д. / 48.88778° пн. ш. 113.45111° зх. д. (48.887910, -113.451128). За даними Бюро перепису населення США в 2010 році переписна місцевість мала площу 24,76 км², з яких 24,57 км² — суходіл та 0,19 км² — водойми.

### Клімат
| Клімат : Бабб                                | Клімат : Бабб | Клімат : Бабб | Клімат : Бабб | Клімат : Бабб | Клімат : Бабб | Клімат : Бабб | Клімат : Бабб | Клімат : Бабб | Клімат : Бабб | Клімат : Бабб | Клімат : Бабб | Клімат : Бабб | Клімат : Бабб |
| Показник                                     | Січ.          | Лют.          | Бер.          | Квіт.         | Трав.         | Черв.         | Лип.          | Серп.         | Вер.          | Жовт.         | Лист.         | Груд.         | Рік           |
| Абсолютний максимум, °C                      | 16,7          | 21,1          | 20,6          | 29,4          | 31,1          | 33,3          | 35,6          | 37,2          | 34,4          | 28,9          | 25,0          | 21,1          | 37,2          |
| Середній максимум, °C                        | −1,2          | 1,3           | 4,5           | 10,4          | 15,9          | 19,8          | 24,6          | 24,1          | 18,5          | 13,2          | 5,5           | 0,8           | 11,4          |
| Середній мінімум, °C                         | −14,1         | −11,9         | −8,5          | −3,2          | 1,3           | 4,8           | 6,8           | 6,1           | 2,4           | −1,1          | −6,7          | −11,6         | −2,9          |
| Абсолютний мінімум, °C                       | −47,8         | −47,2         | −39,4         | −27,8         | −16,7         | −6,7          | −2,8          | −6,1          | −19,4         | −28,9         | −35           | −44,4         | −47,8         |
| Норма опадів, мм                             | 21            | 19            | 25            | 38            | 67            | 89            | 45            | 47            | 49            | 27            | 21            | 21            | 471           |
| -------------------------------------------- | ------------- | ------------- | ------------- | ------------- | ------------- | ------------- | ------------- | ------------- | ------------- | ------------- | ------------- | ------------- | ------------- |
| Джерело: The Western Regional Climate Center |               |               |               |               |               |               |               |               |               |               |               |               |               |

## Демографія
Згідно з переписом 2010 року, у переписній місцевості мешкали 174 особи в 58 домогосподарствах у складі 44 родин. Густота населення становила 7 осіб/км². Було 87 помешкань (4/км²).
Расовий склад населення:
| - 84,5 % — корінних американців - 12,1 % — білих |

До двох чи більше рас належало 3,4 %. Частка іспаномовних становила 0,0 % від усіх жителів.
За віковим діапазоном населення розподілялося таким чином: 28,2 % — особи молодші 18 років, 59,7 % — особи у віці 18—64 років, 12,1 % — особи у віці 65 років та старші. Медіана віку мешканця становила 31,9 року. На 100 осіб жіночої статі у переписній місцевості припадало 83,2 чоловіків; на 100 жінок у віці від 18 років та старших — 86,6 чоловіків також старших 18 років.
За межею бідності перебувало 53,7 % осіб, у тому числі 27,3 % дітей у віці до 18 років та 0,0 % осіб у віці 65 років та старших.
Цивільне працевлаштоване населення становило 40 осіб. Основні галузі зайнятості: освіта, охорона здоров'я та соціальна допомога — 30,0 %, транспорт — 25,0 %, сільське господарство, лісництво, риболовля — 20,0 %.